# Bistum Mariannhill
Das Bistum Mariannhill (lateinisch Dioecesis Collis Mariae/Dioecesis Mariannhillensis, englisch Diocese of Mariannhill) ist eine in Südafrika gelegene römisch-katholische Diözese mit Sitz in Mariannhill. 

## Geschichte
Das Bistum Mariannhill wurde am 10. September 1921 durch Papst Benedikt XV. aus Gebietsabtretungen des Apostolischen Vikariates Natal als Apostolisches Vikariat Mariannhill errichtet. Am 30. März 1930 gab das Apostolische Vikariat Mariannhill Teile seines Territoriums zur Gründung der Apostolischen Präfektur Umtata ab. Eine weitere Gebietsabtretung erfolgte am 8. April 1935 zur Gründung der Apostolischen Präfektur Mount Currie.
Das Apostolische Vikariat Mariannhill wurde am 11. Januar 1951 durch Papst Pius XII. zum Bistum erhoben und dem Erzbistum Durban als Suffraganbistum unterstellt. Am 21. Februar 1954 gab das Bistum Mariannhill Teile seines Territoriums zur Gründung des Bistums Umzimkulu ab.

## Ordinarien

### Apostolische Vikare von Mariannhill
- 1922–1950: Michael Adalbero Fleischer CMM
- 1950–1951: Alphonse Streit

### Bischöfe von Mariannhill
- 1951–1970: Alphonse Streit
- 1970–1980: Martin Elmar Schmid CMM
- 1981–2005: Paul Themba Mngoma
- 2006–2022: Pius Mlungisi Dlungwana
- seit 2022: Neil Augustine Frank, OMI